# Тель-Гезер
Тель-Гезер (івр. תל גזר) — стародавнє ханаанське місто-держава та біблійське місто стародавнього Ізраїлю, а також місце розкопок між Єрусалимом і Тель-Авівом. Нині є національним парком, розташованим поряд із кібуцом Гезер.

## Географія
Розташований  в передгір'ях Юдейських гір на північній околиці місцевості Шефела приблизно на півдорозі між Єрусалимом і Тель-Авівом (за 30 км на захід від Єрусалима). Розташовувався на важливому торговому шляху з Єгипту до Месопотамії.

## Історія
Перше письмове свідчення про існування Гезера належить до часів правління фараона Тутмоса III (XV століття до н. е.). У той час місто підпорядковувалось фараонам та сплачувало їм данину. Жадаючи звільнитись від надто важких податків, жителі неодноразово підбурювали бунти, які фараони швидко придушували. На рельєфах з храму Амона-Ра у Карнаці зображено полонених з Гезера, взятих під час походу до Сирії (1468 до н. е.). Напис на могилі з храму Тутмоса IV каже про бранців з міста, назва якого реконструйована як Гезер.
Відповідно до Біблії, Гезер був підкорений Ісусом Навином, коли той убив гезерського царя Горама. Місто відійшло до левітів від наділу племені Єфрема, які, втім, не вигнали ханаанців, а мирно жили разом з ними. Потім місто знову перейшло до єгиптян. Фараон Шешонк I передав його царю Соломону як придане своєї дочки. Соломон зміцнив отримане місто, зробивши його таким же укріпленим, як Хацор і Мегіддо. Невдовзі після смерті Соломона Гезер було зруйновано Сусакімом під час його походу проти ізраїльського царя Єровоама 924 року до н. е..
За часів Римської імперії Гезер був малонаселеним і залишався таким до I століття.
1177 року біля Гезера відбулась битва при Монжизарі, в якій хрестоносці під проводом Балдуїна IV перемогли військо Салах ад-Діна.

## Відомі правителі
- Мілкілу (Амарнський архів, EA 267–271)[9]
- Ба'лу-дану (Амарнський архів, EA 293–294)[9]
- Япаху (Амарнський архів, EA 297–300)[9]
- Горам, сучасник Ісуса Навина

## Археологія
Перші розкопки розпочав французький археолог Шарль Клермон-Ганно у 1873–1874 роках. У 1905 та 1907 роках їх продовжили Роберт Макалістер від імені Палестинського дослідницького фонду. Календар з Гезера, знайдений Макалістером 1908 року, є одним з найдавніших зразків палеоєврейського письма (X століття до н. е.). Однак у цілому дослідження Макалістера в Палестині визнано невдалими, передусім через низький рівень проведення розкопок та недбало складені звіти. Макалістер був єдиним професійним археологом на тих роботах, тому пошук фінансування також був практично нереальним завданням.
1957 року Іґаель Ядін визначив, що Соломонові стіни й ворота у Гезері схожі на укріплення в Хацорі й Мегіддо.
2006 року розкопки було відновлено під керівництвом Стіва Ортіса й Сема Вольфа.

## Галерея

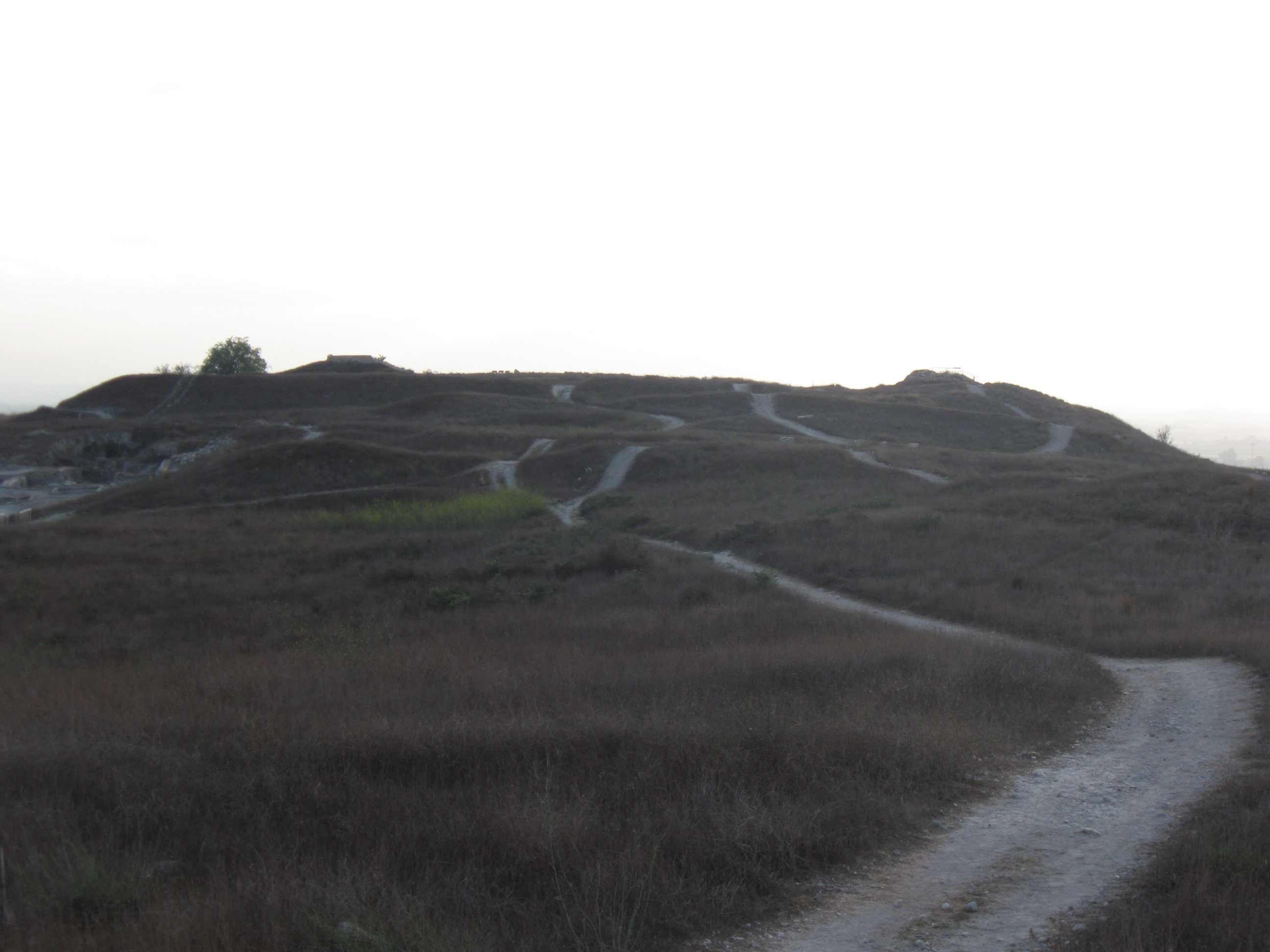
Загальний вид на Тель-Гезер
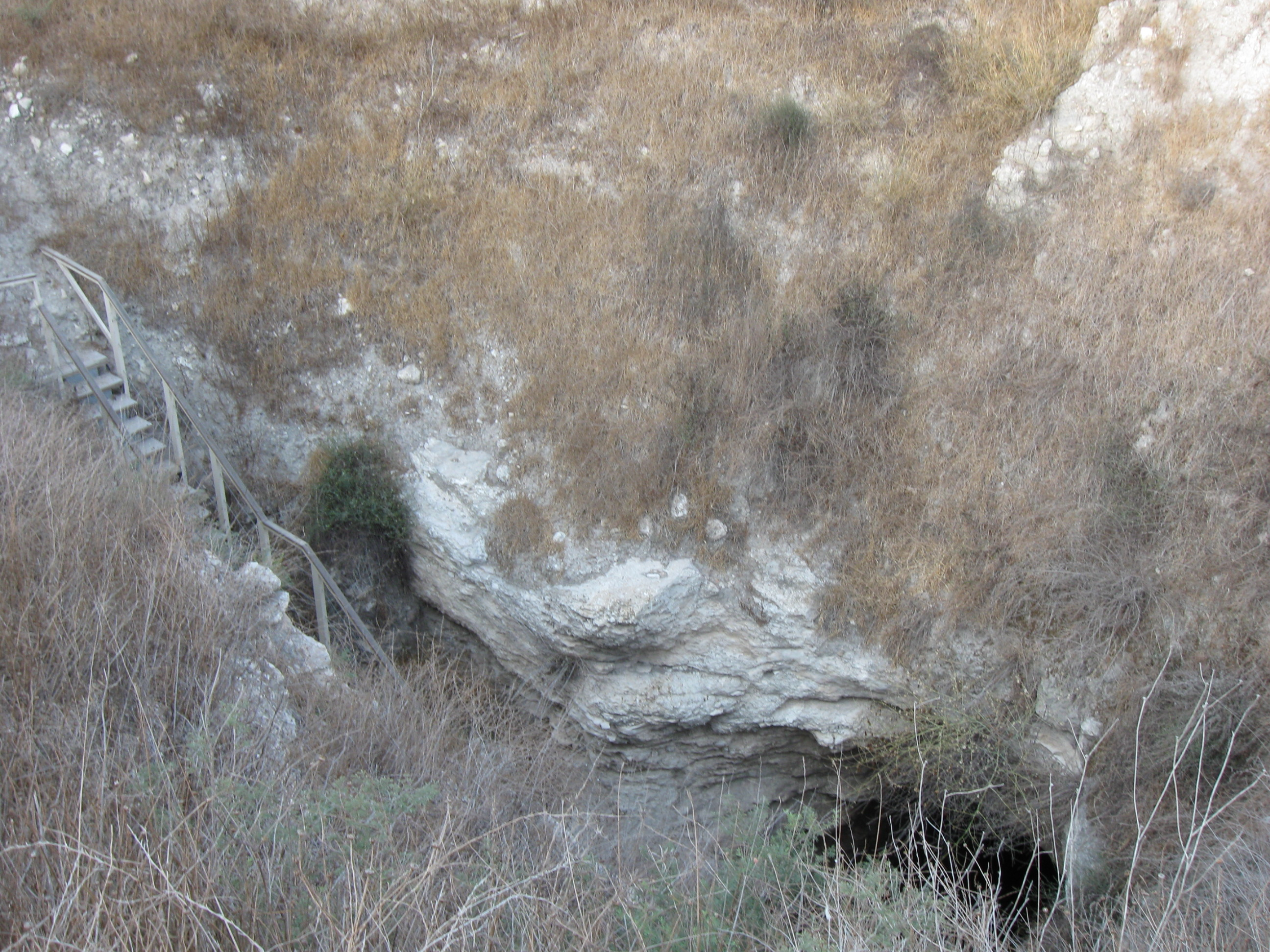
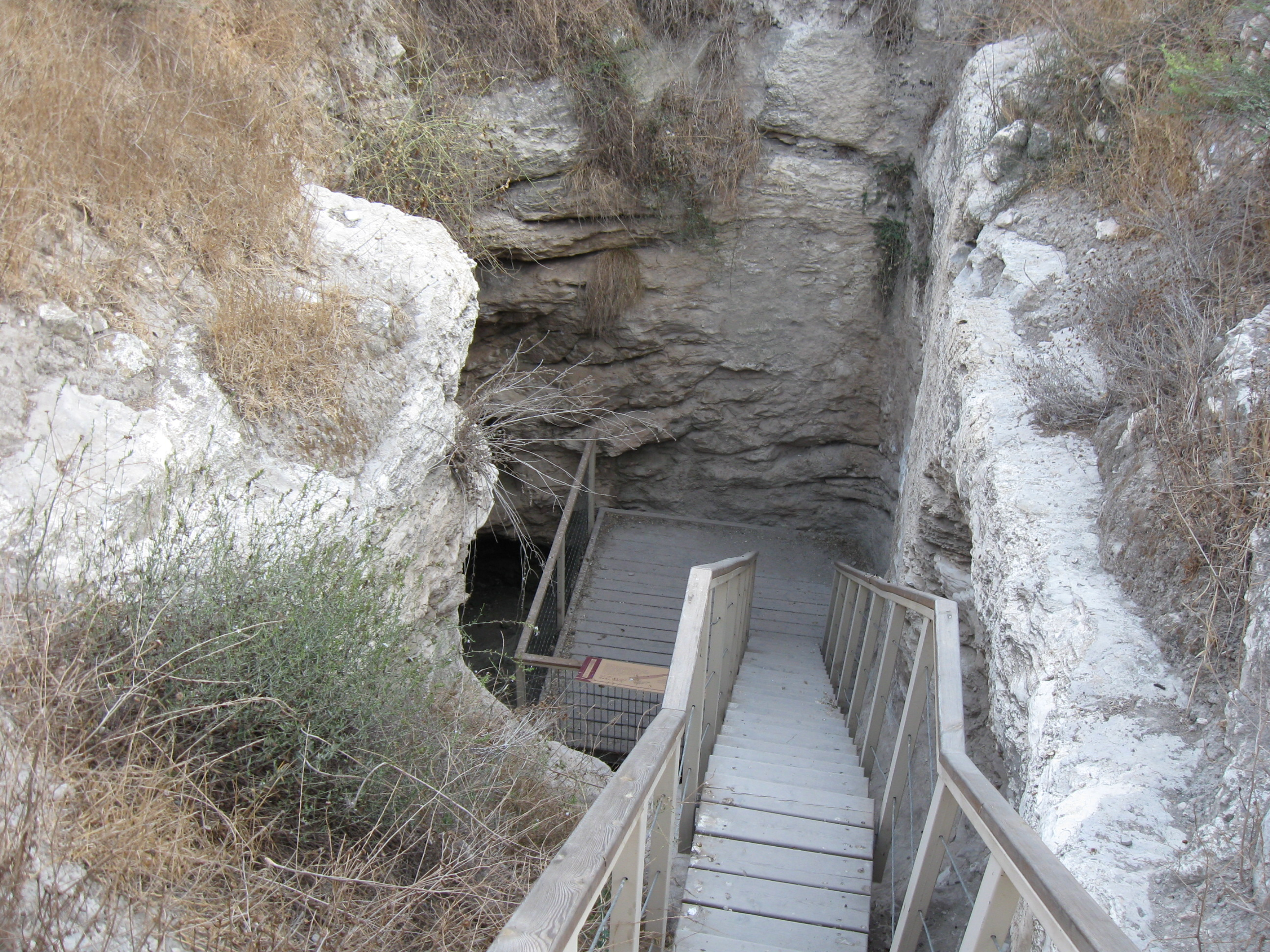
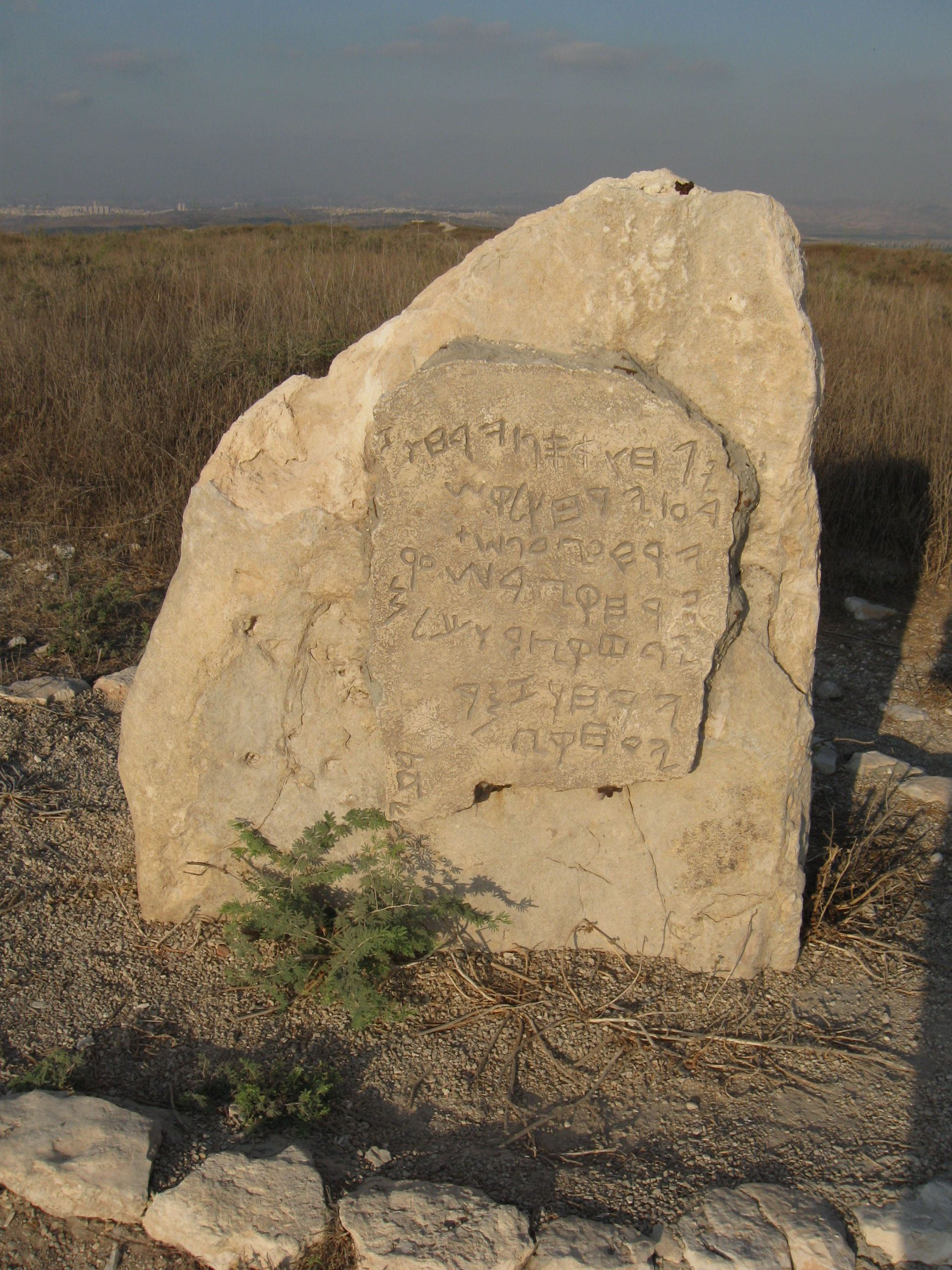
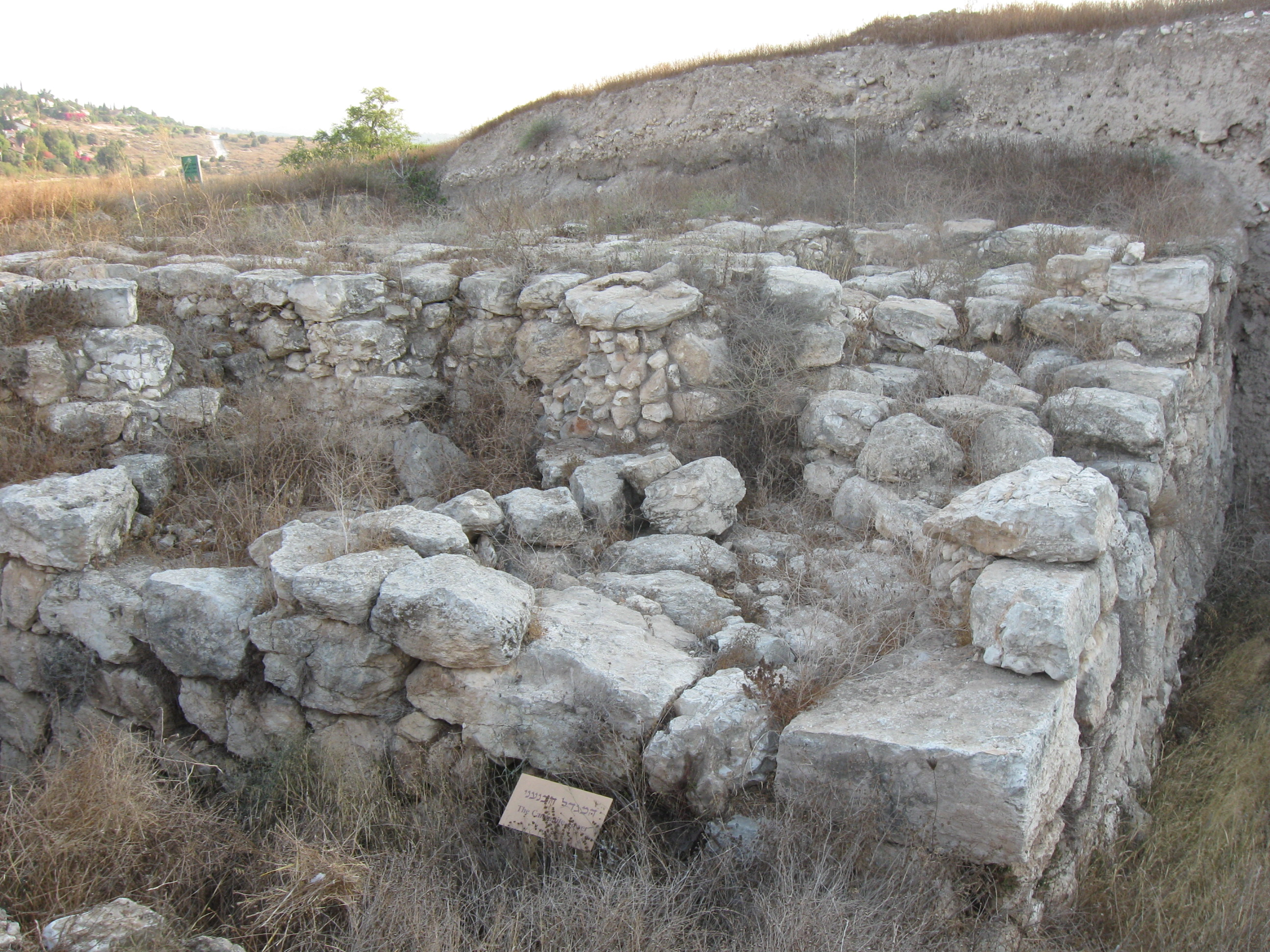
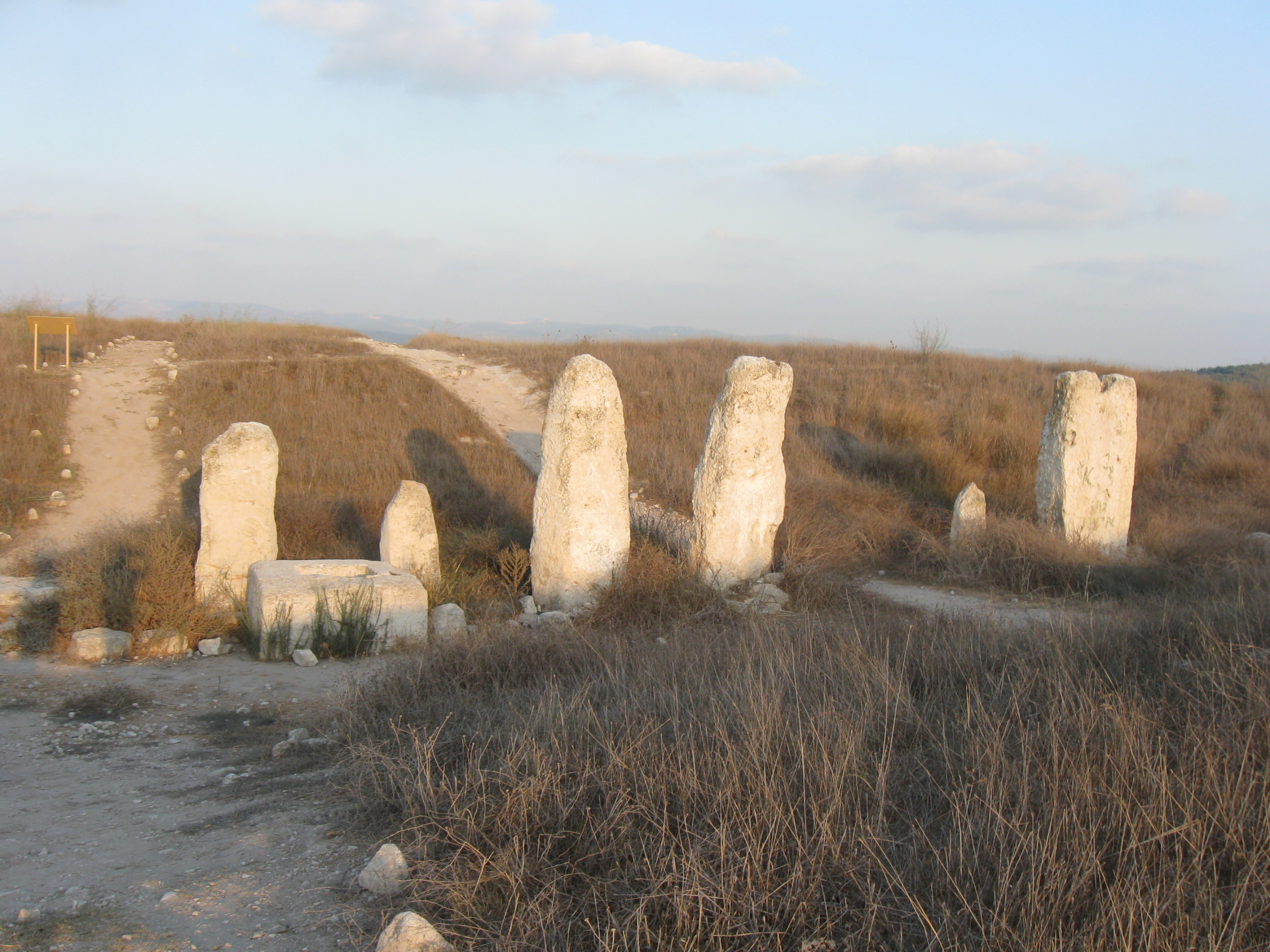
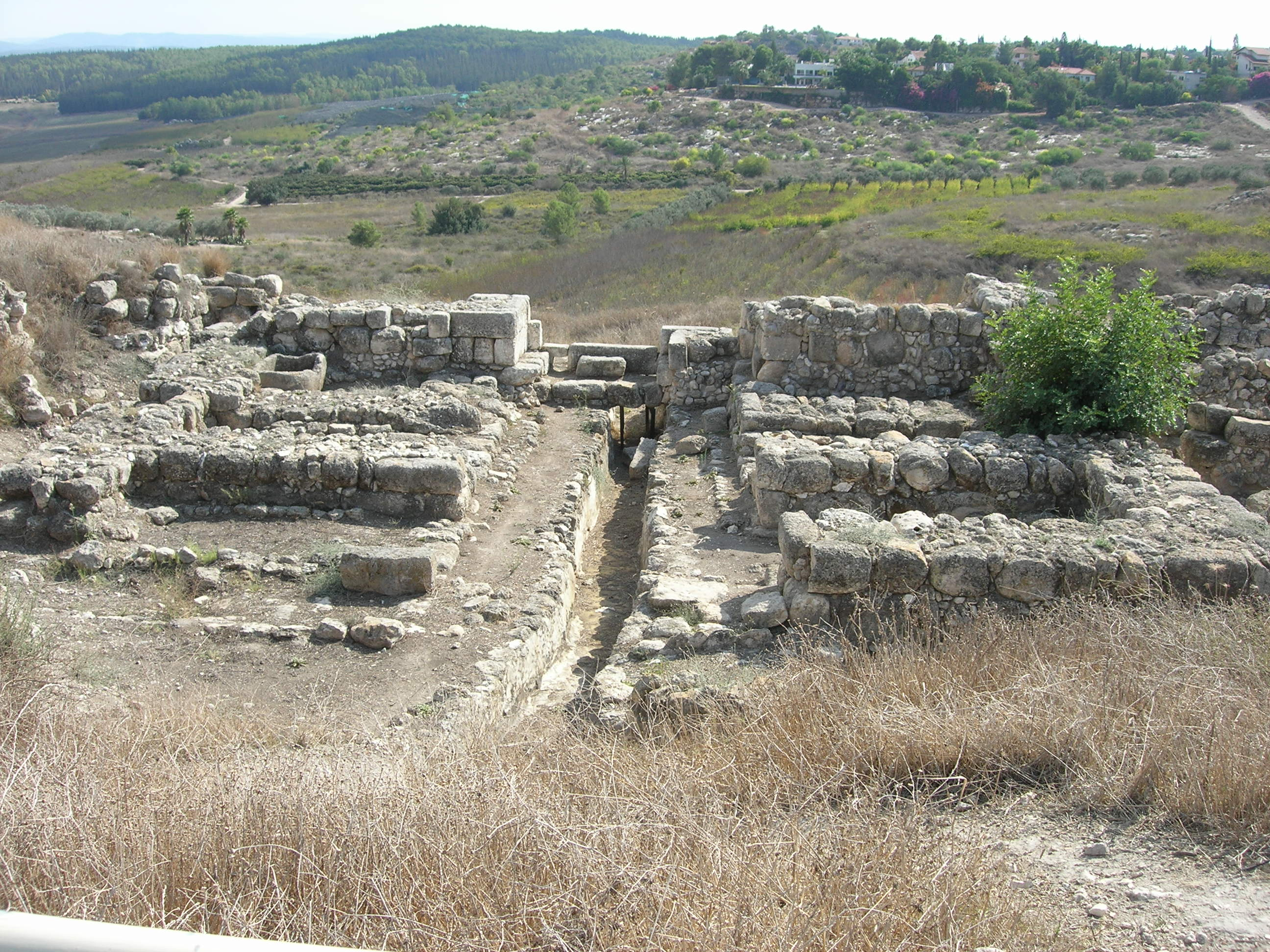
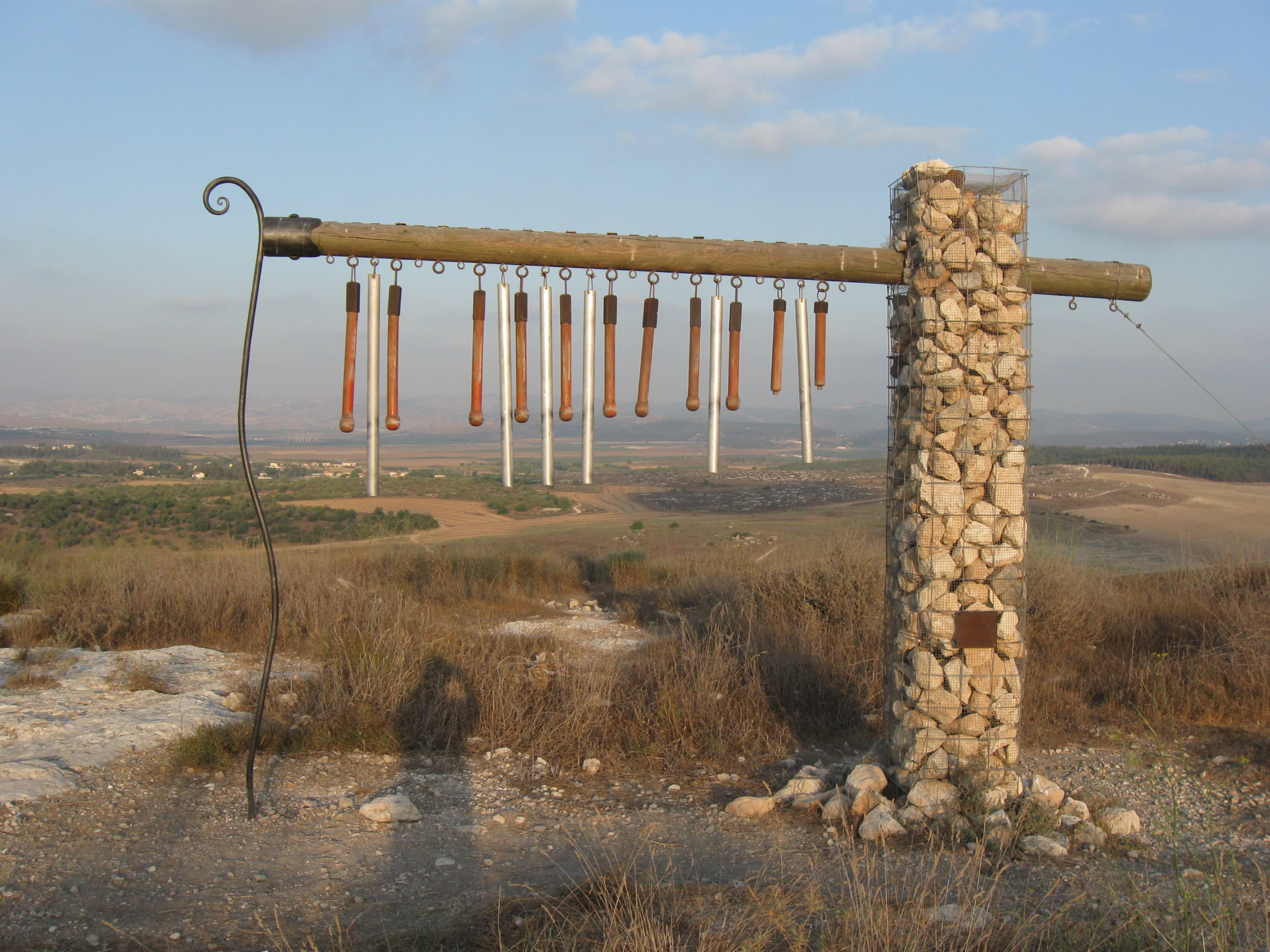